# Selce, Litija
Selce este o localitate din comuna Litija, Slovenia, cu o populație de 15 locuitori.